# Народження нації
«Наро́дження На́ції» (англ. The Birth of a Nation) — американський німий історичний фільм режисера Девіда Ворка Ґріффіта 1915 року, один із найуспішніших фільмів в історії німого кіно (дохід перевищив витрати майже в сто разів). Події у фільмі розгортаються протягом та після громадянської війни в США. Вважається однією з найвидатніших робіт в історії кінематографу. Картину вирізняє використання багатьох інноваційних технічних досягнень, а також прославлення расової нерівності та Ку-клукс-клану.

## Сюжет
|  | Могутнє видовище |

### Частина 1: США до Громадянської війни
Щаслива сім'я Кемерон живе в Підмонті, Південна Кароліна. У доктора і місіс Кемерон три сини: Бенджамін, Вейд та Дюк і дві дочки: старша Маргарет і молодша Флора. До них в гості приїжджають друзі з Пенсільванії: депутат Остін Стоунмен у супроводі двох синів — Тода і Філа. Філ закохується в старшу дочку Кемерона, а Бен Кемерон — у доньку Остіна Елсі Стоунмен, побачивши її фотографію.
Починається війна. Стоунмен примикають до прихильників Півночі, Кемерони — до прихильників Півдня.
Йде облога Петерсберзі. Прихильникам Півдня не вистачає продовольства. Бен Кемерон, ставши полковником армії конфедератів, запекло бореться, але зрештою перестає пручатися, і його бере в полон старий друг Філ Стоунмен, в той час як батьки і сестри Бена з трепетом прислухаються до гуркоту битви.
Прихильники Південних Штатів переможені. Генерал Лі приходить до генерала Гранта. За полоненим полковником, який лікується в госпіталі, доглядає Елсі Стоунмен, що відповіла взаємністю на його любов. Разом з матір'ю Кемерона вона вирушає до президента Лінкольна, і благає його про поблажливість до Бена.
Тим часом Остін Стоунмен стає одним з прихильників крайніх заходів в конгресі. Депутат взяв сторону негрів і переконав мулата Сайласа Лінча стати їх політичним ватажком. Після вбивства президента Лінкольна, відтвореного у всіх деталях, Остін Стоунмен практично управляє Сполученими Штатами.

### Частина 2.Реконструкція
Ліга Союзу отримує більшість голосів на парламентських виборах. Сайлас Лінч призначається заступником губернатора. Білих проганяють з вулиць, викреслюють з виборчих бюлетенів і найчастіше позбавляють майна.
Бен Кемерон стає на чолі руху опору. Депутат Стоунмен, дізнавшись про це, розриває його заручини з Елсі. Огастус Сезар (Гас), відданий слуга Кемеронів, вступає до лав збройної негритянської гвардії, яку набрав Сайлас Лінч. Гас домагається руки Флори. Сім'я, розорена війною, живе у цілковитій нужді. Одного разу, коли Флора, йдучи до криниці, наважується зайти в ліс неподалік, за нею женеться Гас, їй загрожує насильство. Рятуючи свою честь, дівчина кидається з вершини скелі і гине. Бен Кемерон знаходить труп Флори і клянеться помститися.
Сайлас Лінч загрожує арештом доктору Кемерону, що знайшов притулок разом зі старою дружиною, юної дочкою і кількома вірними слугами — неграми, серед полів в хатині, яку збирається розгромити чорна гвардія. Елсі захищає перед Лінчем справу Кемеронів і свого брата Філа, нареченого Маргарет Кемерон, що розділяє доля сім'ї південців. Мулат намагається зґвалтувати дівчину. Стоунмен нарешті розуміє свою помилку, і Сайлас Лінч наказує його заарештувати.
Чорна гвардія на чолі з Сайласом Лінчем кидається на приступ відокремленій хатини, Кемерони обороняються, стріляючи з рушниці. Вони вже на волоску від смерті, але з гір з'являються білі вершники ку-клукс-клану на чолі з Великим Драконом. Клан, який вже вбив Гаса, винуватця смерті Флори, звільняє Стоунмена. Депутат обіцяє відтепер захищати білих.
На закінчення показується нова ідилія в Південних Штатах, що знову знайшли щастя при пануванні ку-клукс-клану. Два шлюби між Кемероном та Стоунменами символізують новий союз між Північчю і Півднем.

## Персонажі

### Головні ролі
|                            |
| Ліліан Ґіш — Елсі Стоунмен |

|                          |
| Мей Марш — Флора Кемерон |

|                                        |
| Генрі Волтголл — полковник Бен Кемерон |

|                                 |
| Міріам Купер — Маргарет Кемерон |

|                          |
| Мері Олден — Лідія Браун |

|                              |
| Ральф Льюїс — Остін Стоунмен |

|                             |
| Джордж Сіґман — Сайлас Лінч |

|                                          |
| Волтер Лонґ — Гас (негр, якого лінчують) |

|                              |
| Роберт Геррон — Тод Стоунмен |

|                              |
| Елмер Кліфтон — Філ Стоунмен |

|                                   |
| Джозефіна Кровелл — місіс Кемерон |

|                                    |
| Споттісвуд Ейткен — доктор Кемерон |

|                                 |
| Джордж Беренджер — Вейд Кемерон |

### Другорядні ролі
| - Джозеф Енабері — Авраам Лінкольн - Максфілд Стенлі — Дюк Кемерон - Дженні Лі — Мама (вірна слуга) - Дональд Крісп — генерал Грант - Говард Гає — генерал Роберт Лі - Монте Блу — незначна роль - Гаррі Брегам — слуга Кемерона - Боб Барнс — лідер Клану - Едмунд Бернс — член Клану - Едвард Барнс — член Клану - Фред Барнс — член Клану - Девід Батлер — солдат - Пеґґі Картрайт — маленька дівчинка - Вільям Е. Кессіді — незначна роль - Дарк Клауд — генерал | - Ленор Купер — покоївка Елсі - Сем Де Грасс — сенатор Чарльз Самнер - Чарльз Егіл Ей — чоловік, який падає з даху - Джон Форд — член Клану - Альберта Франклін — незначна роль - Вільям Фріман — Джейк - Ґібсон Ґовленд — незначна роль - Ольга Ґрей — Лаура Кін - Девід Ґріффіт — камео (версія 1931 року) - Фред Гамер — незначна роль - Расселл Гікс — незначна роль - Волтер Г'юстон — камео (версія 1931 року) - Чарльз Кінг — незначна роль - Альберта Лі — місіс Лінкольн | - Ельмо Лінкольн — коваль - Бетті Марш — дитина з доктором Кемероном - Юджин Пеллет — солдат - Вестер Пеґґ — незначна роль - Аллан Сірс — член Клану - Чарльз Стівенс — волонтер - Мадам Сул-Те-Ван — чорна жінка - Еріх фон Штрогейм — незначна роль - Джордж Волш — незначна роль - Рауль Волш — Джон Вілкс Бут - Жуль Вайт — солдат - Віолет Вілкі — Флора Кемерон (як дитина) - Том Вілсон — слуга Стоунмена - Мері Вінн — незначна роль |

## Знімальна група
- Режисер: Девід Ворк Ґріффіт

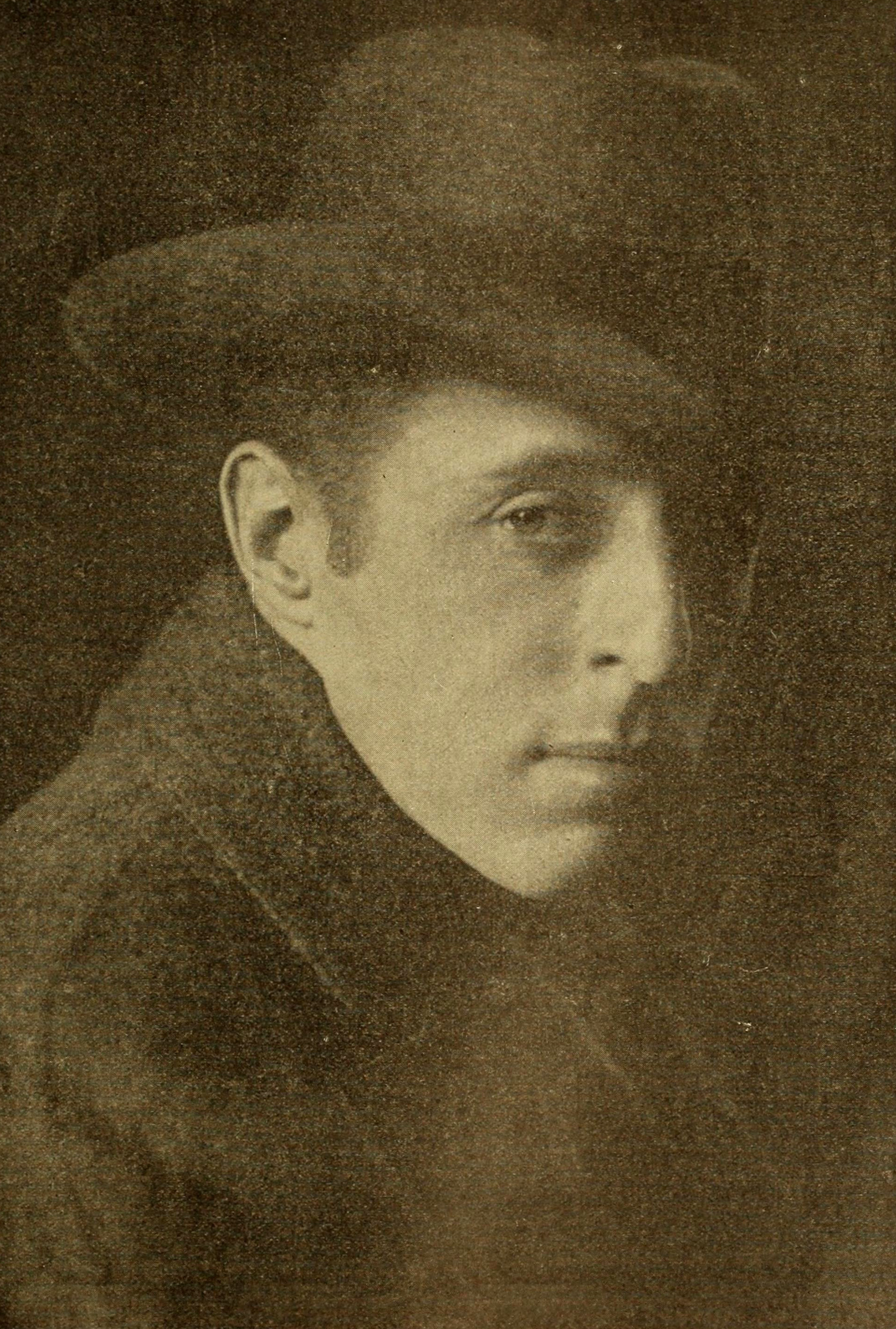
Девід Ворк Ґріффіт — режисер, сценарист, продюсер та композитор фільму

- Продюсери: Девід Ворк Ґріффіт, Х. Е. Айткен
- Сценаристи: Томас Діксон-молодший, Девід Ворк Ґріффіт, Френк Е. Вудс
- Оператор: Г. В. Бітцер
- Композитори: Джозеф Карл Брейл, Девід Ворк Ґріффіт
- Монтаж: Девід Ворк Ґріффіт, Джозеф Енабері, Джеймс Сміт, Роуз Сміт, Рауль Волш
- Артдиректор: Ральф М. ДеЛейсі
- Помічники режисера: Монте Блу, Крісті Кабанне, Елмер Кліфтон, Джек Конвей, Дональд Крісп, Аллан Дван, Говард Гає, Фред Гамер, Роберт Гаррон, Джозеф Генабері, Джордж Зігманн, Еріх фон Штрогейм, Рауль Волш, Генрі Волтхолл, Том Вілсон
- Помічники оператора: Карл Браун, Френк Б. Гуд
- Спецефекти: Волтер Гоффман
- Костюмери: Роберт Голдштейн, Клер Вест[10]

## Створення фільму

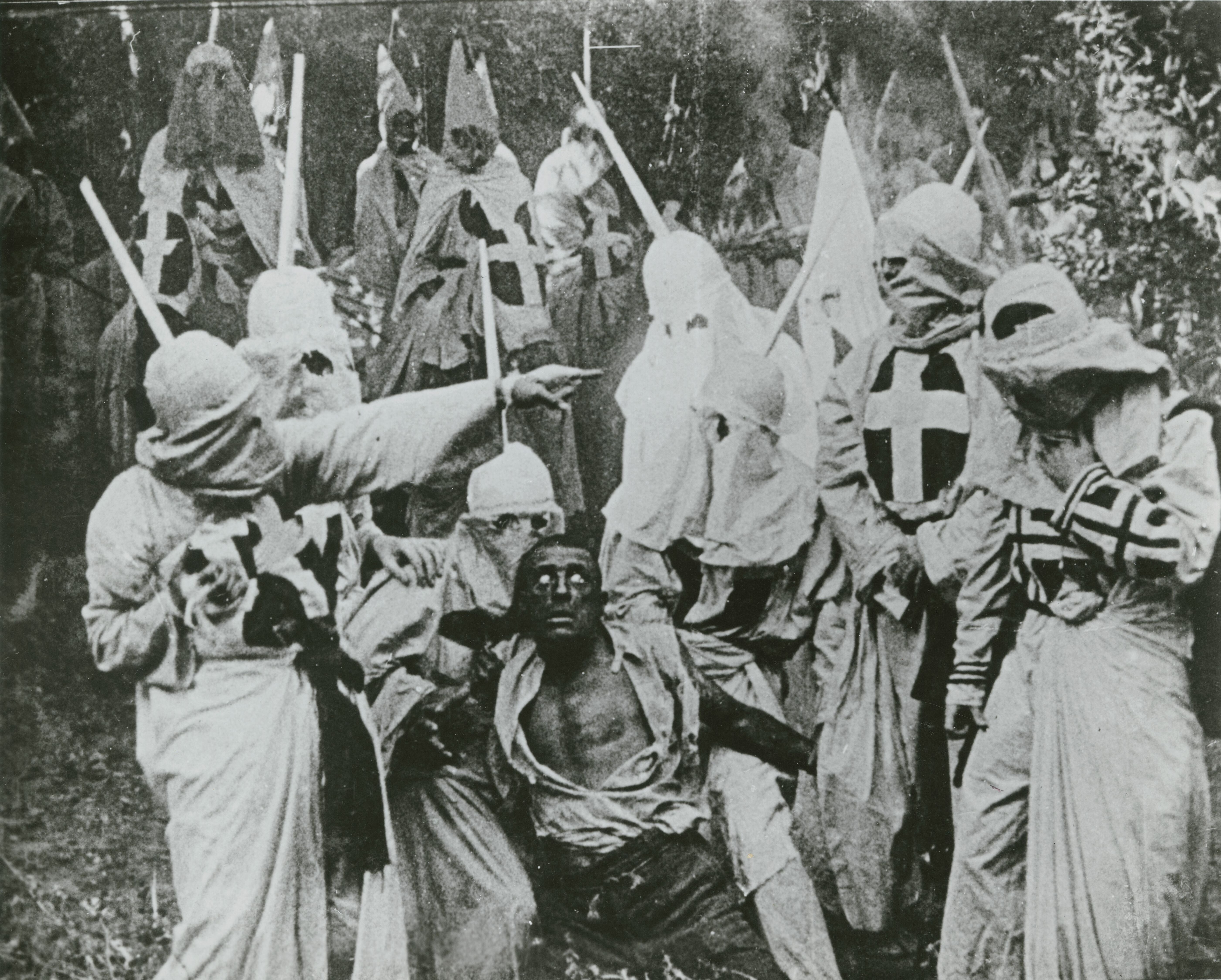
Кадр з фільму Народження нації: суд Лінча над негром-ґвалтівником

До 1913 року Ґріффіту набридло знімати короткометражні картини, які не давали йому повною мірою продемонструвати своє мистецтво кінозйомки. Більшість кінопродюсерів того часу вважали, що глядач не зможе висидіти на кіносеансі, що триває понад 15 хвилин, але Ґріффіт дотримувався іншої точки зору.

Виробництво фільму фінансувала фірма «ІВОК-філм», заснована Ґріффітом і Ейткеном. Ейткен вклав у підприємство лише четверту частину загального капіталу — 25 тисяч доларів. Решту суми вклали акціонери.
|                                      | Цілком можливо, що дехто з ку-клукс-кланівців (такі, як, наприклад, капіталіст з Пасадени) допоміг фінансувати фільм, який служив їх політиці… |
| — французький кінокритик Жорж Садуль | |

Френк Вудс і Ґріффіт закінчили роботу над сценарієм за півтора місяця. Зйомки велися в липні, серпні і на початку вересня 1914 року. Декорації були зведені у вельми примітивних павільйонах студії «Рілайенс Меджестік» під художнім керівництвом її засновника Томаса Інса. Багато декорацій будувалося просто неба.
Монтаж картини, яким особисто керував Ґріффіт, тривав три з половиною місяці. Музична партитура, написана Дж. Брейлі, була здебільшого попурі з американських народних пісень і уривків з творів Бетховена, Ліста, Россіні, Джузеппе Верді, Чайковського, Ґріґа, Ваґнера.
«Народження нації» мало такий грандіозний успіх, що витрати на його створення окупилися всього за два місяці прокату картини. Аудиторія складалася з представників усіх верств населення, і це істотно підвищило культурний статус кінематографа. У той же час зображення чорних персонажів носило у фільмі відверто расистський характер, що викликало бурю протестів і призвело до заборони картини у багатьох американських містах.

## Художні особливості
У фільмі знімалися всі найкращі актори школи Ґріффіта. У масових сценах брало участь до 1000 осіб.
«…Режисерська робота з акторами далеко не скрізь зразкова <…> Характери в цілому намічені досить схематично, надто великими штрихами… Значення фільму не в розкритті психології персонажів, не в режисерській роботі з акторами, а в тій майстерності, яку Ґріффіт проявив у монтажі та постановці масових сцен…» (Жорж Садуль)
У «Народженні нації» Ґріффіт майже постійно застосовує паралельний монтаж.

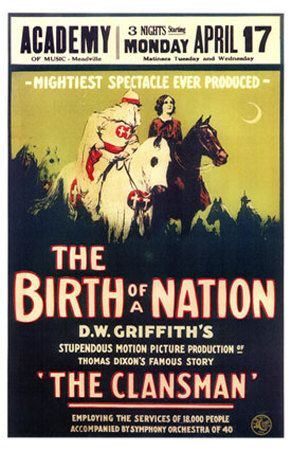
Постер до фільму «Народження нації»

## Назви фільму у різних країнах
- Аргентина — El nacimiento de una nación
- Болгарія — Раждането на една нация
- Бразилія — O Nascimento de Uma Nação
- Греція — I gennisi enos ethnous
- Данія — En nations fødsel
- Італія — Nascita di una nazione
- Іспанія — El Naixement d'una nació (каталонська), El nacimiento de una nación
- Мексика — El nacimiento de una nación
- Німеччина — Die Geburt einer Nation
- Норвегія — En nasjons fødsel
- Польща — Narodziny narodu
- Португалія — O Nascimento de Uma Nação
- США — In the Clutches of the Ku Klux Klan, The Birth of the Nation, The Clansman
- Туреччина — Bir Ulusun Dogusu
- Угорщина — Amerika hőskora, Egy nemzet születése
- Фінляндія — Kansakunnan synty, Kansakunnan syntyminen, Kansojen synty, Ku-Klux-Klan
- Франція — Naissance d'une nation
- Швеція — Nationens födelse
- Югославія — Rodjenje nacije
- Японія — Kokumin no sôsei[12]

## Дати прем'єрного показу

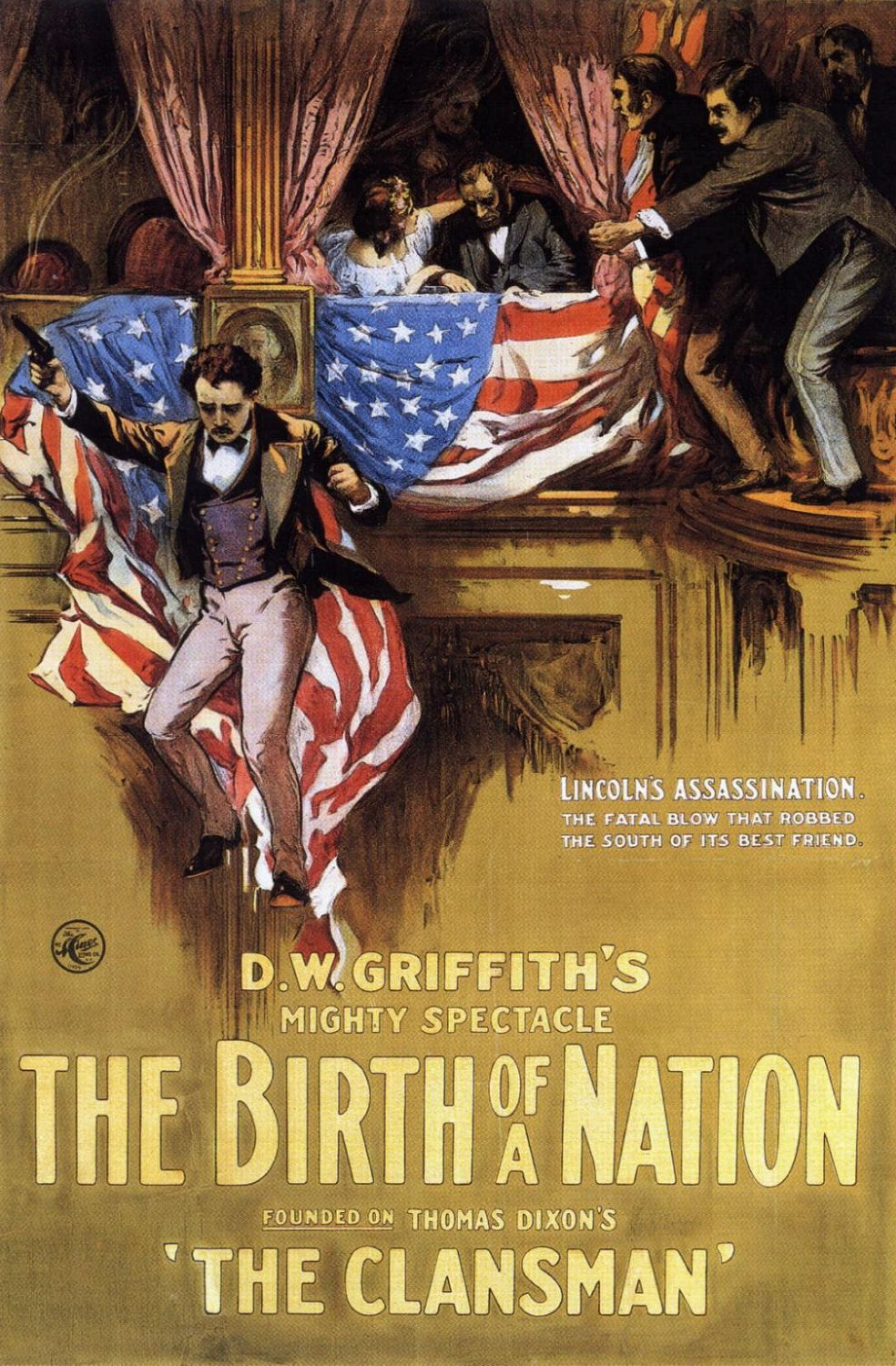
Постер до фільму «Народження нації»

- Лос-Анджелес — 8 лютого 1915 (прем'єрний показ)[13]
- США — 3 березня 1915
- Данія — 22 березня 1918
- Швеція — 23 вересня 1918
- Франція — 22 жовтня 1920
- Іспанія — 13 жовтня 1921
- Фінляндія — 16 квітня 1922, 25 вересня 1964 (повторний реліз)
- Японія — 25 квітня 1924
- США — 18 грудня 1930 (повторний реліз в Нью-Йорку)
- Португалія — 20 квітня 1965 (Cinemateca Portuguesa)
- Греція — 11 жовтня 2010 (Silent Film Festival)[12]

## Цікаві факти
- Вперше демонструвався в Лос-Анджелесі в кінозалі «Клюнз» 8 лютого 1915 року під своєю початковою назвою[13]. Вже після перегляду Томас Діксон під враженнями, запропонував нову назву.
- Президент Вільсон наказав влаштувати перегляд фільму в Білому домі під час одного із засідань, на яке було запрошено багато державних діячів та дипломатів з родинами.
- Ґріффіт випустив на захист фільму брошуру «Підйом і занепад свободи слова в Америці».
- Два великих ліберальних журнали «Нью Рипаблик» і «Нейшн» в статтях кінокритика Френсіса Гекета та головного редактора Освальда Гаррісона Вілларда дали фільму нищівну оцінку.
- Ректор Гарвардського університету Чарльз Еліот заявив, що фільм є «збоченням ідеалу білих».
- «Національна асоціація розвитку кольорових народів» випустила брошуру, спрямовану проти фільму.
- Кадри переможної скачки ку-клукс-кланівців супроводжувалися «Польотом валькірій» Ріхарда Ваґнера.
- У Франції фільм заборонила цензура. В Парижі його демонстрували тільки в 1921 році[уточнити: ком.] в зміненому варіанті.
- Облога Петерсбурга — один з основних епізодів фільму — в романі Томаса Діксона займає всього лише дві сторінки (розповідь одного з персонажів).
- Для численних доповнень до сценарію Френк Вудс і Ґріффіт використовували «Пляма леопарда», другий роман Томаса Діксона.
- Жоден темношкірий актор не знімався у фільмах Ґріффіта в головній ролі. Їх ролі виконували загримовані білі артисти[14].
- Від фільму Ґріффіт отримав близько мільйона доларів чистого прибутку[джерело?].
- З приходом звукового кіно «Народження нації» було озвучено і знову випущено на екрани.
- На хвилі успіху фільму було знято продовження, «Захід нації»[15], яке провалилося в прокаті[16]:102. В наш час цей фільм втрачений[16]:підсумок.
- У 2008 році Dj Spooky на основі фільму зробив проєкт «Переродження нації»[17].
- За результатами дослідження вчених Гарвардського університету показ цього фільму в США призвів до збильшення чисельності Ку-Клус-Клану, та зростанню кількості злочинів проти чорношкірого населення. В тих штатах, де фільм був заборонений, такого зростання не відбувалось[18].